# Кувейт
 Тази статия е за държавата.  За града вижте Кувейт (град).  
Кувейт (на арабски: االكويت или ‎al-Kuwait, официално пълно име Държавата Кувейт – името произлиза от арабски и означава „крепост, построена близко до вода“) е малка държава в Югозападна Азия, разположена в най-северната част на Арабския полуостров, на брега на Персийския залив (източна граница). Граничи със Саудитска Арабия на юг (дължина на границата: 260 km) и с Ирак на север и северозапад (дължина на границата: 254 km). 
Площта на емирата е 17 818 km². От 1965 г. Кувейт, съвместно със Саудитска Арабия, осъществява административното управление на разделената (бивша Неутрална) зона от 2400 km². Площта на страната (със зоната) е 17 820 km²
От 2016 Кувейт е с население 4,2 милиона души; от тях 1,3 милиона са кувеити и 2,9 милиона са преселници. Преселниците представляват 70% от населението. Кувейтският динар е в топ 10 на най-скъпите по стойност валути в света. Според Световната банка, страната има четвъртия най-висок приход на глава от населението в света. Кувейт е една от страните с най-висок жизнен стандарт. 
Кувейт е унитарна конституционна монархия с полудемократична парламентарна система на управление. Конституцията е обявена през 1962, превръщайки Кувейт в най-демократичната страна в Близкия изток след Израел. Кувейт е високо в класацията за равенство между половете по региони и с най-висок ранг за региона.
Кувейт е значим производител на петрол и член на ОПЕК, притежавайки шестия по големина петролен запас в света и е една от най-богатите страни в света по запаси на петрол на глава от населението. Нефтените находища са открити през 1938 г., когато страната е още британски протекторат. Нефтът и нефтените продукти заемат около 95% от експортните приходи и 80% от държавните приходи. От 1946 до 1982 г. държавата се подлага на мащабна модернизация. През 80-те Кувейт претърпява период на геополитическа нестабилност и икономическа криза вследствие срива на фондовата борса. 
През 1990 г. Кувейт е нападнат от Ирак и окупиран в продължение на 7 месеца. Окупацията свършва след намесата на армията на коалиционни сили (вж. Войната в Персийския залив (1990 – 1991)). В края на войната е положено голямо старание за съживяване на икономиката и възстановяване на националната инфраструктура. Близо 750 кувейтски петролни кладенеца са били запалени от отстъпващата иракска армия. Това се отразява тежко на местната икономика и предизвиква голяма екологична катастрофа.

## География и екология

### Географско разположение
Страната е разположена в североизточната част на Арабския полуостров и на островите в Персийския залив. Намира се между 28°32′ и 30°06′ с.ш. и между 46°33′ и 48°26′ и.д. 

### Геология
Бреговата линия на изток е дълга 380 km и слабо разчленена, с най-голям залив Кувейт. Сред 9-те острова в залива са Бубиян (836 km²), Файлака (86 km²), Варба, Кубар, Кару, Ум-ел-Марадим и др., от които само Файлака е обитаван. Остров Бубиян е най-големият остров в Кувейт и е свързан с останалата част от страната чрез мост с дължина 2380 m. 
По-голямата част от територията на страната представлява плато, постепенно понижаващо се от запад на изток и преминаващо при крайбрежието на Персийския залив в низина, на места заблатена и покрита със солончаци. Най-високата точка 306 m (1004 ft) се намира в най-западната част, на границите с Ирак и Саудитска Арабия.
Кувейт е разположен в североизточната част на Африкано-Арабската платформа, в пределите на Басра-Кувейтската синеклиза. Платформеният чехъл е представен от дебели (7 – 8 km) палеозойски и мезозойски пясъчно-глиненсти, карбонатни и евапоритови скали. Те са разположени върху сложно нагънат докамбрийски фундамент, с наклон на североизток. Подаващите се на повърхността части на фундамента намират отражение в седиментния чехъл във вид на големи и полегати куполовидни антиклинали, към сводовите части на които са привързани големите нефтогазови находища. 
Основните залежи на нефт са свързани с пористите варовици и пясъчници с аптска, албска и сеноманска възраст и в по-малка степен – с неокомска и миоценска възраст. По запаси на нефт (9,1 млрд. тона) и природен газ (над 1 трилиона куб. метра) Кувейт заема едно от първите места в света. От 8-те известни нефтогазови находища по размерите на своите запаси се открояват Бурган, Магва, Ахмади и Раудатайн. В страната има и находища на естествен асфалт.

### Природа
Климатът на страната е сух, тропичен. Средната януарска температура е около 11 °C, средната юлска около 34 °C, в отделни дни до 54,4 °C (най-високата измерената температура в Азия). Годишната сума на валежите е 100 – 150 mm и падат предимно през зимата. Пролетта през март е топла с редки гръмотевични бури. Честите ветрове от северозапад са студени през зимата и горещи през лятото. От юли до октомври духат югоизточни влажни ветрове. През пролетта и началото на лятото преобладават горещи и сухи южни ветрове. Причина за силните пясъчни бури е шамал, обичаен северозападен вятър, духащ през юни и юли. На север преобладават чакълестите, а в централните и южни райони – пясъчните пустини с рядка тривиста и храстова растителност, развита върху примитивни сивоземни почви. Само 0,6% от земята на Кувейт е обработваема.
Регистрираните видове птици в Кувейт са повече от 363 вида, 18 от които се размножават в страната. Кувейт е на кръстопът за няколко големи миграционни коридора и се прекосява от между 2 и 3 милиона птици всяка година. Блатата в Северен Кувейт и Джахра са се превърнали във важен подслон за прелитащите птици. Кувейтските острови са важни размножителни места за четири вида речни рибарки и специален вид застрашени корморани. 
Морската и крайбрежна екосистема на Кувейт съдържа по-голямата част от биоразнообразното наследство на страната. 28 вида бозайници обитават Кувейт, животни като газели, пустинни зайци и таралежи са често срещани в дивата природа. Големи хищници, като вълк, каракал и чакал са изключителна рядкост. Между защитените бозайници са червената лисица и дивата котка. Причините за изчезването на диви животински видове в Кувейт са унищожението на естествената им среда и ширещият се незаконен лов. Регистрирани са 40 вида влечуги, нито един от които – характерен за Кувейт.
Има 5 защитени зони в Кувейт, приети от Международния съюз за защита на природата. Кувейт е 169-а подписваща страна на Рамсарската конвенция, резерватът на о-в Бубиян Мубарак ал-Кабеер е основоположен като първата мочурлива земя с международно значение. На площ от 50,948 хектара, резерватът представлява малки лагуни и плитки солени блата и играе важна роля като спирка за мигриращи птици по два миграционни коридора. Резерватът е дом на най-голямата в света популираща се колония на крабовата блатна птица.

### Екологични проблеми
Страната трябва да контролира ефекта от застрояването на крайбрежната ивица, намаляващите диви региони и/или последиците от военните конфликти, причинили екологичната катастрофа, настъпила вследствие на опожаряването на петролните кладенци. От Кувейтските нефтени пожари от 1991 г. биват създадени повече от 500 нефтени езера, заемайки обща площ приблизително 35,7 km² (13,8 mi²). Последвалото замърсяване на почвата заради натрупването на нефт и сажди прави източните и югоизточните части на Кувейт необитаеми. Пясък и нефтени отпадъци превръщат големи части от Кувейтската пустош до полуасфалтирани повърхности. Нефтените разливи от над 400 000 тона разлят нефт по времето на Войната в Персийския залив между Иран и Ирак също засягат драстично морските ресурси на страната. Иракската инвазия води до 6 милиона тона разлят нефт в залива и огромно замърсяване на въздуха, което трае поне година в страна без гори и зелени площи, които да пречистват въздуха.
Питейната вода в Кувейт се добива основно чрез обезсоляване на морска вода. Страната е богата на петрол, но изглежда е превишила своя връх на производство и трябва да се справя с недостига на водни ресурси (водните пространства се намират в зоните на Ал-Рюдатен и Ум-Аиш и съдържат леко солена вода, която се използва и от петролната индустрия). Невъзможността за снабдяването на Кувейт с дестилирана вода го принуждава да използва обезсолена питейна вода. Водните ресурси намаляват въпреки производството на 1,5 милиарда литра на година от обезсоляване, а консумацията нараства с около 7% на година, където има и местно разхищаване на водни ресурси – плувни басейни, поливане на градини и за естетика. През 2003 г. в Ал-Ардия има само три големи пречиствателни станции с капацитет 80 000 m3 на ден – Ал-Рика (150 000 m³ на ден) и в Ал-Джахра (80 000 m³ на ден). Те доставят само една част от близо 600-те милиона литра сладка вода употребявани дневно, което прави 405 милиарда литра използвани води на година.
Токсичната част от градските отпадъци в миналото биват заравяни в пясъка или в каменоломни, без да бъдат обезопасени. Опасните заводски отпадъци, възлизащи според Кувейтския институт за научни изследвания към 2000 – 2002 г. на 80 000 тона годишно, произлизат преди всичко от петролната и химическа индустрия. Към тях трябва да се добавят и 1 742 688 тона твърди заводски отпадъци за година, от които 697 724 тона полутвърди, не са почистени.
7 измервателни и наблюдателни станции следят замърсяването на въздуха, публикувайки данните на интернет сайта на Американската агенция за опазване на околната среда. Страната е сред най-засегнатите от ветровете носещи пясък и прах, който духа средно 63 дни в годината, като най-силен е през юни-юли, съответно средно по 10,8 и 10,2 дни в месеца. Този вятър оказва негативни белодробни и респираторни последици върху здравето, както и в материален план с повреди по автомобилите и механичните части в предприятията. Високи нива на метан (CH4), въглеводороди, серен диоксид (SO2) и азотен диоксид (NO2) – естествени предвестници на озон, предвид повишеното излагане на UV лъчение и отразителната способност на пустинните почви, биват изпускани във въздуха от петролната индустрия (проучване, прокопаване на кладенци, рафиниране, горящи комини) и от ТЕЦ-овете. Розовите мъгли и редките дъждове са окислени от изхвърлянето на серен диоксид SO2 (брутно съдържащи 4 до 5 % сяра).
Замърсяването уврежда здравето на птиците и ги предразполага към болести сред които и птичи грип, обзел страната от края на 2006 до началото на 2007 г. В опит за справяне със ситуацията са създадени различни природозащитни организации. Кувейт обединява сили с обществената агенция по околна среда (Environmental Public Authority – EPA) за предотвратяване разрастването на пустините с различни видове бариери против вятъра и пясъците. Също така е наложен контрол над урбанизацията и земеделието, създадени са естествени резервати. Обществена агенция на земеделието и риболова (PAAAFR – Public Authority for Agricultural Affairs & Fisheries) изготвя държавен озеленителен план имащ за цел да „озелени“ близо 21 441 хектара до 2015 г.

## История
Столицата на Кувейт, град Кувейт, е основана през 1613 година. През XVII век племена от Централна Арабия се заселват в Кувейт след масивна суша в родната си земя. Тогава е основана и държавата Кувейт, макар районът да е известен отдавна като основен център за търговия с подправки между Индия и Европа. 
До края на XVIII век обичаен поминък е търговията с бисери. Всички владетели на Кувейт са от фамилията Сабах и управляват от 1752 г., а от 1961 носят титлата емир. В началото отношенията в новото общество са организирани по начин, подобен на обществен договор и всички икономически дейности са свързани с морето: перлена индустрия, корабостроене и търговия. 
Между 1899 г. и 1961 г. Кувейт е британски протекторат. Открити са петролни залежи и през 1946 г. започва добив на нефт. Страната получава независимост на 19 юни 1961 г.
По-важни исторически събития и дати:
- През 18 век пр.н.е. е в състава на Вавилон
- През 8 век пр.н.е. е завоюван от Асирия
- През 313 г. пр.н.е. влиза в състава на държавата на Селевкидите
- През 7 век е част от Арабския халифат и се разпространява исляма
- През 16 век Кувейт влиза в състава на Османската империя
- През 18 век властта фактически е в ръцете на местните шейхове от династията Сабах
- През 1899 г. Кувейт става британски протекторат
- През 1946 г. започва добивът на нефт
- На 19 юни 1961 г. e провъзгласена независимостта на страната
- През 1990 г. Ирак окупира Кувейт, а през 1991 г. е проведена операция „Пустинна буря“, която води до освобождаването на Кувейт.

Силите на Обединеното кралство се оттеглят и биват заменени от военни части от Арабската лига, които на свой ред също се оттеглят по искане на Кувейт през 1963 г.  На 14 май 1963 г. Кувейт става 111-ва страна членка на ООН. Дългогодишен член е и на Арабската Лига и Организацията за ислямско сътрудничество, както и ключов член на Съвета за сътрудничество на арабските държави от Залива заедно с Бахрейн, Катар, ОАЕ, Оман и Саудитска Арабия. Съветът е създаден по модела на Европейския съюз, като страните членки се възползват от свободен търговски режим, а техните граждани – от безвизово пътуване.
Известно време външната политика на Кувейт е доминирана от икономическата ѝ зависимост от петрол и природен газ. Кувейт се стреми да запази неутралитет в регионалната си външната си политика, въпреки че отношенията му с неговите съседи са повлияни от арабско-иранския конфликт. След Иранската революция от 1979 Кувейт започва да подкрепя режима на Саддам Хюсейн в Ирак в последвалата осемгодишна война с режима в Иран.
Обтегнатите отношения със съседен Ирак са в основата на външната политика на Кувейт от края на 80-те години насам. Първият външнополитически проблем за Кувейт се появява вследствие на предявени териториални претенции от страна на Ирак. Ирак заплашва с инвазия на кувейтска територия, но намерението бива осуетено поради своевременната намеса на Обединеното кралство в отговор на молбата за помощ от страна на емира. Кувейт представя ситуацията пред Обединените нации и успешно запазва своя суверинитет.
На 2 август 1990 г. обаче Ирак нахлува и окупира Кувейт. Най-вече благодарение на усилията на саудитския крал Фахд бин Абдулазис и ключовата му роля в осигуряването на помощта на САЩ, което довежда до сформирането на международна коалиция с подкрепата на ООН. Същата коалиция започва военни действия срещу Ирак за освобождавене на Кувейт. Арабските страни и особено петте страни членки от Съвета за сътрудничество на арабските държави от Залива (Саудитска Арабия, Бахрейн, Катар, Оман и Обединените арабски емирства) са на страната на Кувейт и изпращат военни части в подкрепа на коалицията. Много европейски и източноазиатски страни изпращат военни, оборудване, снаряжение и/или финансова помощ.
След освобождението си Кувейт до голяма степен насочва дипломатическите си усилия към страни, участвали в международната коалиция. Трябва да се отчете фактът, че много от тези страни получават ключови роли в реконструкцията на Кувейт. В същото време отношенията на Кувейт със страни, които са подкрепили Ирак, сред тях Йордания, Судан, Йемен и Куба, остават обтегнати. 
След Войната в Залива Кувейт скъсва връзките си с Ирак до падането на режима на Саддам Хюсейн. През ноември 1994 г. Ирак формално приема установените от ООН граници с Кувейт, описани в резолюции 687 (1991), 773 (1992) и 883 (1993) на Съвета за сигурност, които слагат край на претенциите на Ирак към Кувейт относно остров Бубиян и остров Уорба. Кувейт и Саудитска Арабия продължават преговори за обща морска граница с Иран. Не съществува морска граница с Ирак в Персийския залив. Въпреки предишното напрежение Кувейт и Саудитска Арабия предоставят значителна финансова подкрепа на Ирак.
След края на Войната в Персийския залив Кувейт се съсредоточава върху създаването на съюзници и най-вече страни членки на Съвета за сигурност на ООН. Освен със САЩ страната подисва отбранителни споразумения с Русия, Обединенето кралство и Франция. Кувейт запазва тесни връзки с някои от ключовите си арабски коалиционни партньори от войната в Залива, като Египет и Сирия. Кувейт също така е основен сътрудник на Съюза на страните от Югоизточна Азия, в същото време поддържайки добри отношения с Китай. Кувейт има установени силни отношения със Саудитска Арабия, която предоставя значителна подкрепа на детронираното кувейтско кралско семейство. Въпреки напрежението по време на Ирано-Иракския конфликт Кувейт поддържа пълноценни дипломатически и търговски отношения с Иран.
Кувейт поддържа интензивни международни отношения със САЩ, като им предоставя възможност за разполагане на основни военни бази на своя територия, както и подкрепа за американската инвазия в Ирак през 2003 г. въпреки негативното отношение на повечето арабски нации. В началото на Войната в Ирак Кувейт заема проамериканска позиция, мотивирана от предходните събития. Страната подкрепя по-стриктния граничен контрол и по-значително американско присъствие.

## Административно деление
Емирство Кувейт е разделено на 6 губернаторства (мухафази), които са подразделени на райони. Мухафазите са:
1. Ахмади
2. Ал-Асима
3. Ал-Фаруания
4. Ал-Джахра
5. Хауали
6. Мубарак Ал-Кабир

Големите градове са столицата Кувейт и Джахра (градът се намира на тридесет минутно шофиране северозападно от Кувейт). Основните жилищни и бизнес-райони се намират в градовете Салмия и Хауали. Основният промишлен район е Шуаик, който се намира в мухафаза Ал-Асима.

## Държавно устройство
Държавно устройство – конституционна монархия, начело с емир. Законодателна власт – осъществява се от емира и Националното събрание (50 депутати, избирани за 4 години). Изпълнителна власт – емир и Съвет на министрите (25 членове, назначавани от емира).

### Дипломатически мисии
- 2009 – Фейсал Мутлак Хадмул
- 2009 – Ахмад Бу Зубар
- 2015 – Якуб Ал Атики

## Население
Гъстота на населението е 131 жители на кв. км. Естествен прираст – 33. Средна продължителност на живота: мъже – 75 г., жени – 79 г.

### Етнически групи
През 2014 населението на Кувейт е 4,1 милиона души, от които 1,2 милиона са кувеити, 1,1 милиона са араби, 1,4 милиона са преселници от Азия и 76 698 африканци. Преселниците наброяват 70% от населението на Кувейт. 60% от населението е арабско и включва преселници от арабски държави. Индийците и египтяните съставляват най-голямата част по брой преселници.

### Религия
Обществото на Кувейт е разнообразно и толерантно. Кувейт е съставен от над 85% мюсюлмани, 60% от които сунити и 40% шиити). Останалите 15% съставляват преселници, от които 12% християни (между 259 и 400 души), индуисти, будисти и сикхи. Кувейт е единствената държава от Съвета за сътрудничество на арабските държави от Залива, заедно с Бахрейн, която има местно християнско население, притежаващо гражданство. Също така наличен е малък брой жители, изповядващи бахайство.

### Езици
Официалният език на Кувейт е съвременният литературен арабски, но всекидневната му употреба се изчерпва с журналистиката и в образованието. Кувейтският арабски е вариант на всекидневния арабски. Английският е широко говорим и често използван като делови език. Освен английски, като трети език за студентите от хуманитарните науки се изучава френски език, но само за две години в училище. Поради исторически имиграции, персийският се говори от жителите на Кувейт от ирански произход.
Кувейтският арабски е вариант на арабския от залива, споделяйки общи черти с диалектите от съседните по бряг страни, като Бахрейн. Поради имиграция по исторически и търговски причини, кувейтският арабски внася множество заемки от персийския, индийския, турския, английския и италианския. Иранските второстепенни диалекти като ларестани, конджи, бастаки и гераши също са повлияли речника на кувейтския арабски.

## Стопанство

### Нефтогазова промишленост
Стопанството е основано на нефта. Проучени запаси – 13 млрд. тона, годишен добив – около 100 млн. тона. Бурганското нефтено поле на Кувейт е с приблизителен обем 70 милиарда барела (1,1 × 1010 m3) на проверени нефтени запаси. 

### Воден ресурс и канализация
За селскостопанска дейност е пригоден само 1% от площта на страната.  Кувейт не разполага с постоянни реки. Налични са няколко водни потока в пустините, най-известен от които е Уади ал Батин, който формира границата между Кувейт и Ирак.
Кувейт разчита на обезсоляване на водата като главен източник на питейна вода. Понастоящем има над шест съоръжения за обезсоляване. Кувейт е първата страна в света, използвала обезсоляване при снабдяването на домакинства в голям мащаб с вода. Историята на обезсоляването в Кувейт датира от 1951 г., когато е основан първият дестилационен завод.
През 1965, правителството наема шведската инженерна компания VBB (Sweco) да разработи и осъществи план за модерна водоснабдителна система за град Кувейт. Компанията построява пет групи водни кули, с общ брой 31, проектирани от главния им архитект Сюне Линдстрьом (Sune Lindström), още известни като „Гъбовидните кули“. За шестото съоръжение, емирът на Кувейт, Шейх Джабер Ал-Ахмед, пожелал по-грандиозен дизайн. Последната група от кули, позната още като Кувейт Тауърс, е от три кули, две от които служат също и за водни кули. Водата от обезсоляващото съоръжение се изпомпва нагоре в кулата. 33 от кулите имат стандартна вместимост на резервоарите от 102 000 кубични метра. „Водните кули“ (Кувейт Тауър и Водните кули на Кувейт) са отличени с наградата Ага Хан за архитектура в периода на 80-те.
Пресните водни ресурси на Кувейт се свеждат до подпочвена вода, обезсолена вода и обработени отпадни води. Tри главни общински завода се грижат за обработката на отпадните води. Към момента повечето водни нужди се покриват от обезсолена морска вода. Изхвърлянето на отпадните води се извършва по националната канализационна мрежа, покриваща 98% от предприятията в страната.
Развит е риболовът, както и преработката на риба и морски продукти.